# 斯莫卢霍夫斯基环形山
斯莫卢霍夫斯基环形山（Smoluchowski）是位于月球背面北半部的一座大型古撞击坑，约形成于39.2-38.5亿年前的酒海纪，其名称取自波兰统计物理家马里安·斯莫卢霍夫斯基(Marian Smoluchowski，1872年-1917年)，1970年被国际天文学联合会正式批准接受。

## 描述
该陨坑横跨在巨大的环壁平原-波乔布特环形山的北壁及部分坑底上，西侧毗邻席格蒙迪环形山、东北与帕内特环形山相接壤、欧玛尔·海亚姆环形山则位于它的西南偏西方。该陨坑中心月面坐标为60°13′N 96°55′W / 60.22°N 96.91°W，直径84.26公里，深度约2.81公里。
斯莫卢霍夫斯基环形山外观接近圆形，是一座已磨损和侵蚀的撞击坑，但大部分原始形状仍得以保存。其南部坑底及内壁上横亘了一座小废墟坑，并略微突出至波乔布特环形山坑中；西南内壁覆盖了另一座略小的撞击坑，沿西北偏北外壁也切入了一座小陨坑；一串短坑链穿过东北偏北侧坑壁伸向了帕内特环形山。斯莫卢霍夫斯基环形山和帕内特环形山之间是一片狭长的洼地，在此一条东西走向的窄沟沿它的北侧外壁横切而过。该环形山的内侧坡宽厚不匀，东北侧最宽阔绵延，且显示有已磨损的阶地结构残迹，东南侧则覆盖有一群细小的穴坑。
斯莫卢霍夫斯基环形山坑壁最大高出周边地形1380米，内部容积约6680公里3。坑内地表相对平坦，除散布有一些细小的穴坑外，无其它突出的地貌结构，坑内最醒目的是位于东侧内壁附近的一座小陨坑。
尽管斯莫卢霍夫斯基环形山位于月球背面，但有时在有利的月球摄动和光照条件下，可进入地球视野范围，但也只能以很低的视角看到其侧面，且外观明显变形。

## 卫星陨石坑
按惯例，最靠近斯莫卢霍夫斯基环形山的卫星坑将在月图上以字母标注在它的中心点旁边.
| 斯莫卢霍夫斯基 | 纬度    | 经度    | 直径    |
| -------------- | ------- | ------- | ------- |
| F              | 60.1° N | 90.9° W | 35 公里 |
| H              | 59.5° N | 92.7° W | 41 公里 |

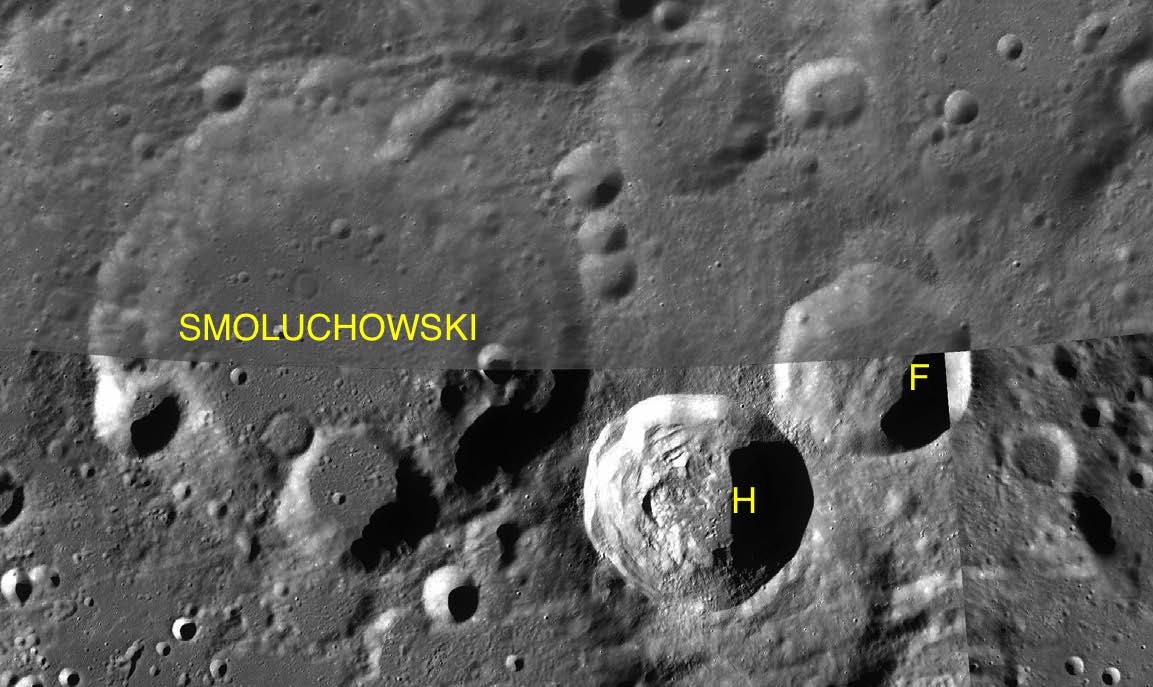
LAC-21 区域图

- 卫星坑"斯莫卢霍夫斯基 H"约形成于晚雨海世[1]。

## 参引资料
1. 1 2 3 4 5  Lunar Impact Crater Database
2. ↑   (PDF).   [2017-03-04]. （原始内容存档 (PDF)于2013-02-20）.
3. ↑  .   [2017-03-04]. （原始内容存档于2017-03-05）.

## 另请参阅
- Andersson, L. E.; Whitaker, E. A. . NASA RP-1097. 1982.
- Blue, Jennifer. . USGS. July 25, 2007  [2007-08-05]. （原始内容存档于2018-12-25）.
- Bussey, B.; Spudis, P. . New York: Cambridge University Press. 2004. ISBN 978-0-521-81528-4.
- Cocks, Elijah E.; Cocks, Josiah C. . Tudor Publishers. 1995. ISBN 978-0-936389-27-1.
- McDowell, Jonathan. . Jonathan's Space Report. July 15, 2007  [2007-10-24]. （原始内容存档于2018-12-25）.
- Menzel, D. H.; Minnaert, M.; Levin, B.; Dollfus, A.; Bell, B. . Space Science Reviews. 1971, 12 (2): 136–186. Bibcode:1971SSRv...12..136M. doi:10.1007/BF00171763.
- Moore, Patrick. . Sterling Publishing Co. 2001. ISBN 978-0-304-35469-6.
- Price, Fred W. . Cambridge University Press. 1988. ISBN 978-0-521-33500-3.
- Rükl, Antonín. . Kalmbach Books. 1990. ISBN 978-0-913135-17-4.
- Webb, Rev. T. W.  6th revised. Dover. 1962. ISBN 978-0-486-20917-3.
- Whitaker, Ewen A. . Cambridge University Press. 1999. ISBN 978-0-521-62248-6.
- Wlasuk, Peter T. . Springer. 2000. ISBN 978-1-85233-193-1.